# Графство Андрия
Графство, затем герцогство Андрия (итал. Contea di Andria) — феодальное владение в Апулии с центром в городе Андрия.

## История
Было образовано нормандцами в XI веке, затем входило в состав Сицилийского и Неаполитанского королевств. В период правления Анжуйской династии было пожаловано Карлом II своему сыну Раймонду Беренгеру, затем дочери Беатрисе, которая ок. 1308 принесла это владение в приданое Бертрану III де Бо. В 1352 графство Андрия было возведено в статус герцогства.
Оставалось во владении дома де Бо (дель Бальцо) до 1487 года, когда король Ферранте I конфисковал его вместе с прочими владениями у Пирро дель Бальцо, участника заговора баронов. Андрия была передана младшей дочери Пирро Изабелле дель Бальцо, которую обвенчали с принцем Федериго.
В период французской оккупации в 1500—1503 герцогство принадлежало Луи де Люксембургу, женатому на Элеоноре де Геваре дель Бальцо, старшей внучке Пирро и наследнице его владений. После арагонского завоевания было включено в состав королевского домена.
В 1507 титул герцога Андрии был пожалован Великому капитану Гонсало Фернандесу де Кордове. Его унаследовала дочь Эльвира, а затем её сын от брака с Луисом Фернандесом де Кордовой, 4-м графом де Кабра Гонсало Фернандес де Кордова и Фернандес де Кордова. В 1552 он продал свои неаполитанские владения и переселился в Испанию.
В 1552 Андрию за 100 тыс. дукатов купил неаполитанский патриций Фабрицио Карафа (1515—1554), граф ди Руво, собиравшийся подать заявку на герцогский титул, но не успевший собрать необходимые документы.
2 февраля 1556 Филипп II пожаловал герцогство сыну Фабрицио графу Антонио Карафе, потомки которого и в настоящее время носят титул герцогов Андрии.
Король Испании Альфонсо XIII 11 мая 1904 восстановил титул герцога Андрии (Duca de Andria, затем изменено на Duca de Andría) с достоинством гранда Испании для своего придворного Хосе Альфонсо де Бустоса, 11-го виконта де Риаса, дав ему второй порядковый номер. Этот герцог не имел детей, и титул перешел к его племяннице, дочери Рафаэля де Бустоса, 14-го герцога де Пастрана, Марии Тересе де Бустос, а затем к дочери последней от брака с Луисом Рока де Тогоресом, 4-м маркизом де Асприльясом, Марии Тересе Рока де Тогорес.
Наследником титула в настоящее время является старший сын от брака Марии Тересы Рока де Тогорес с Рафаэлем Мерри дель Валь-и-Мегарехо, 3-м маркизом де Мерри дель Валь (ум. 2004), Рафаэль Мерри дель Валь-и-Рока де Тогорес, 4-й маркиз де Мерри дель Валь (р. 1964)

## Нормандские графы
- Ришар I (ум. после 1063)
- Готфрид (ум. после 1130)
- Ришар де Ленжевр (ум. 1155)
- Бертран Гравинский (ум. после 1168)
- Рожер де Трани (ум. 1190), с 1168
- Пьетро ди Челано (ум. 1212), до 1173—?
- Джакопо (ум. 1218)

## Анжуйские графы и герцоги

Герб дома де Бо

- 1290 — 1305 — Раймонд Беренгер Анжуйский (ум. 1305)
- 1305 — 1335 — Беатриса Анжуйская (1295—1335)
- 1308 — ок. 1321 — Бертран III де Бо (ум. 1351)
- ок. 1321 — 1347 — Мария де Бо (ум. 1347)
- 1347 — 1351 — Бертран III де Бо
- 1351 — 1422 — Франсуа I де Бо (ок. 1330—1422), с 1352 — герцог
- 1422 — ок. 1444 — Гильом II де Бо (ум. ок. 1444)
- ок. 1444 — 1482 — Франсуа II де Бо (Франческо II дель Бальцо) (1410—1482)
- 1482 — 1487 — Пирро дель Бальцо (ум. после 1487)
- 1487 — 1501 — Изабелла дель Бальцо (1465—1433) и Федериго Неаполитанский (1452—1504)
- 1501 — 1503 — Элеонора де Гевара дель Бальцо и Луи де Люксембург-Линьи (1467—1503)

Герб Гонсало Фернандеса де Кордовы

## Герцоги из дома Фернандес де Кордова
- 1. 1507—1515 — Гонсало Фернандес де Кордова (1453—1515)
- 2. 1515—1524 — Эльвира Фернандес де Кордова (ум. 1524)
- 3. 1524—1552 — Гонсало Фернандес де Кордова и Фернандес де Кордова (1520—1578)

## Герцоги из дома Карафа

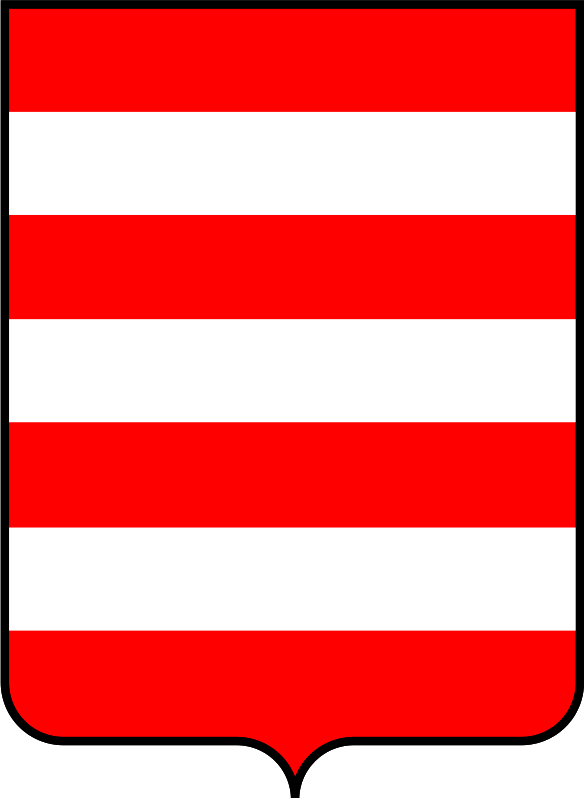
Герб дома Карафа

- 1. 1556—1565 — Антонио (1541—1565)
- 2. 1565—1590 — Фабрицио (ум. 1590)
- 3. 1590—1621 — Антонио (ок. 1583—1621)
- 4. 1621—1626 — Фабрицио (1599—1626)
- 5. 1626—1644 — Антонио (ок. 1619—1644)
- 6. 1644—1655 — Карло (ок. 1621—1655)
- 7. 1655—1670 — Фабрицио (ум. 1670),
- 8. 1670—1672 — Карло (1668—1672)
- 9. 1672—1686 — Этторе (1623—1686)
- 10. 1686—1727 — Фабрицио (1673—1727)
- 11. 1727—1764 — Этторе (1701—1764)
- 12. 1764—1797 — Рикардо (1741—1797)
- 13. 1797—1799 — Этторе (1768—1799)
- 14. 1799—1844 — Франческо (1772—1844)
- 15. 1844—1849 — Рикардо (1808—1849)
- 16. 1849—1873 — Андреа Антонио (1809—1873)
- 17. 1873 — Фердинандо (1816—1873)
- 18. 1873—1920 — Рикардо (1859—1920)
- 19. 1920—1956 — Антонио (1887—1956)
- 20. с 1956 — Рикардо (р. 1937)

## Испанские герцоги де Андрия
- 2. 1904—1940 — Хосе Альфонсо де Бустос-и-Руис де Арана (1883—1940)
- 3. 1954—2008 — Мария Тереса де Бустос-и-Фигероа (1914—2008)
- 4. с 2008 — Мария Тереса Рока де Тогорес-и-Бустос (р. 1938)